# Норинская
Но́ринская (Норенская) — деревня в Коношском районе Архангельской области. Входит в состав Коношского городского поселения.

## География
Деревня расположена в 24 км от районного центра — поселка Коноша, от узловой станции Северной железной дороги Коноша I, на участке автомобильной дороги с асфальтовым покрытием «Коноша — Норинская — Вельск». 
В деревне осталось всего около двадцати домов. Численность населения — 1 человек (2012). По данным Всероссийской переписи населения 2010 года, в деревне было 7 человек. На 1.01.2010 числилось 3 человека.

## Иосиф Бродский
Норинская известна тем, что с марта 1964 года по октябрь 1965 года здесь отбывал ссылку Иосиф Бродский, в деревне им было написано около 80 стихотворений. Работал «питерский тунеядец» в совхозе «Даниловский» разнорабочим. Норинская сыграла большую роль в жизни И.Бродского, она дала представление о другой — негородской — жизни, ощущение единения с народом, здесь он сложился как поэт.
Ежегодно в день рождения поэта — 24 мая в деревне проводится День памяти Иосифа Бродского, традиционное возложение цветов к памятной доске. С 2013 года деревня Норинская включена в тур «Деревня, которая вдохновляет». 8 апреля 2015 года в деревне был открыт первый в мире дом-музей Иосифа Бродского. В одном из деревенских домов расположена экспозиция «История деревни Норинская» Коношского районного краеведческого музея. Имеется гостевой дом «В Норинской».
В 2016 году достопримечательное место «Деревня Норинская, связанная с нахождением в ссылке поэта Иосифа Бродского с марта 1964 по сентябрь 1965 года» включено в единый государственный реестр объектов культурного наследия (памятников истории и культуры) народов Российской Федерации.

### Карты
- Норенская на карте Wikimapia
- [web.archive.org/web/20070627084134/mapp37.narod.ru/map1/index117.html Топографическая карта P-37-117,118. Коноша]
- Норинская. Публичная кадастровая карта